# Ardea
Para o género de garças veja Ardea (género)
Ardea é uma comuna italiana da região do Lácio, província de Roma, com cerca de 25.905 habitantes. Estende-se por uma área de 50 km², tendo uma densidade populacional de 518 hab/km². Faz fronteira com Albano Laziale, Anzio, Aprilia (LT), Ariccia, Pomezia, Roma.

## Principais pontos de vista
Entre os restos da cidade antiga encontram-se as antigas defesas que datam do século VII a. C. e foi mais tarde (século IV a. C.) reconstruída em paredes maiores. As escavações arqueológicas trouxeram à luz quatro templos de dedicação desconhecida. Partes do pavimento de uma basílica (ca. 100 a. C.) também foram encontradas na área do antigo fórum.

## Demografia
| Variação demográfica do município entre 1861 e 2011                               |
|                                                                                   |
| Fonte: Istituto Nazionale di Statistica (ISTAT) - Elaboração gráfica da Wikipedia |